# Bradypterus
Bradypterus és un gènere d'ocells de la família dels locustèl·lids (Locustellidae).

## Taxonomia
Segons la Classificació del Congrés Ornitològic Internacional (versió 11.1, 2021) aquest gènere conté 12 espècies: 
- Bradypterus sylvaticus - matoller de Knysna.
- Bradypterus bangwaensis - matoller del Camerun.
- Bradypterus barratti - matoller de Barratt.
- Bradypterus lopezi - matoller de Lopes.
- Bradypterus cinnamomeus - matoller canyella.
- Bradypterus seebohmi - camperol de Madagascar.
- Bradypterus brunneus - matoller cuafilós.
- Bradypterus grandis - matoller del Dja.
- Bradypterus baboecala - matoller xerraire.
- Bradypterus carpalis - matoller alablanc.
- Bradypterus graueri - matoller de Grauer.
- Bradypterus centralis - matoller muntanyenc.

Altres obres com el Handook of the Birds of the World i la quarta versió de la BirdLife International Checklist of the birds of the world (Desembre 2019), també compten que el gènere Bradypterus conté 12 espècies, però considerant les següents divergències taxonòmiques:
- no hi compten el camperol de Madagascar, car considerat pel HBO com a únic membre del gènere monotípic: Amphilais: A. seebohmi.
- hi afegeixen el matoller dels bambús (Bradypterus alfredi), considerat pel COI dins del gènere Locustella: L. alfredi.